# 科特利县

所在位置

科特利县(Urdu: کوٹلی )，是巴基斯坦自由克什米尔地区所辖的一个县，位于该地区南部。总人口1,862 km2 (718.9 sq mi)，总人口640,000(1998)，人口密度352人/km2 (911.7/sq mi)。

## 行政区划
科特利县4个乡。